# رومن یگوروف
رومن یگوروف (به انگلیسی: Roman Yegorov) (زادهٔ ۲۵ ژانویهٔ ۱۹۷۴) شناگر اهل روسیه است.